# Kenneth Petersen
Kenneth Petersen är en amerikansk balettdansör verksam i Sverige.
Petersen väckte först uppmärksamhet i Malmö i slutet på 1940-talet, då han var engagerad vid Malmö stadsteater. Han dansade 1950 för Birgit Cullberg och Elsa-Marianne von Rosens dansturné i Riksteaterns regi. Hösten 1950 gick han in vid Kungliga Operan, där han debuterade som Julies fästman i baletten Fröken Julie. Han medverkade därefter regelbundet på Operan åtminstone fram till 1957.

## Filmografi
- 1952 – Flyg-Bom
- 1957 – Med glorian på sned
- 1958 – Den store amatören